# Alissa Brunowna Freindlich

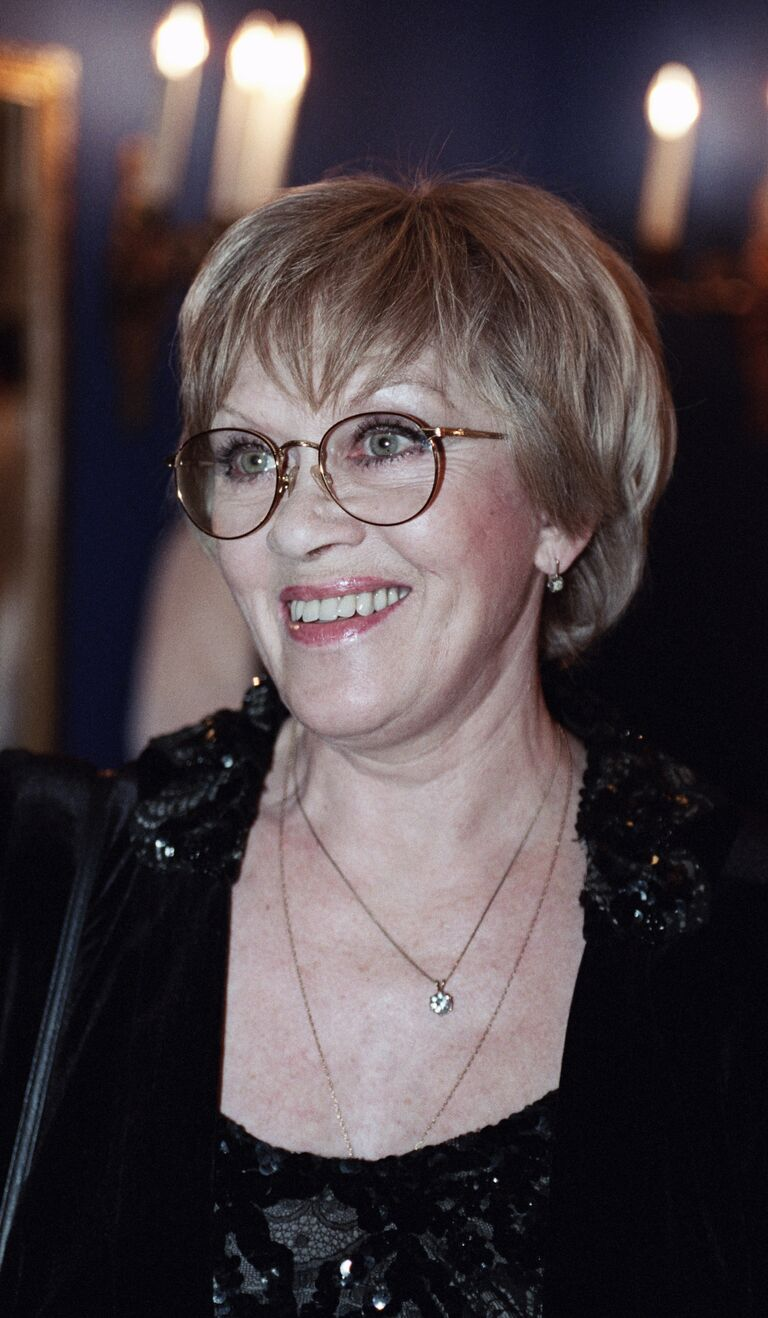
Alissa Freindlich

Alissa Brunowna Freindlich (russisch Алиса Бруновна Фрейндлих, wiss. Transliteration Alisa Brunovna Frejndlich; * 8. Dezember 1934 in Leningrad, Sowjetunion) ist eine russische Schauspielerin und Sängerin.

## Biografie
Alissa Freindlich wurde als Tochter des russischen Schauspielers deutscher Abstammung Bruno Freindlich geboren.
Freindlich studierte Schauspiel am Staatlichen Institut für Theater, Musik und Kinematografie in Leningrad. 1957 wurde sie in das Ensemble des Komissarschewskaja-Theaters aufgenommen. Ab 1961 arbeitete sie am Lensowjet-Theater. Sie spielte moderne als auch klassische Rollen: Königin Elisabeth in Maria Stuart, die Ranjewskaja in Tschechows Der Kirschgarten oder auch Mrs Peachum in Die Dreigroschenoper.
Ihre Schauspielkarriere begann 1958 in einem Film von Wladimir Wengerow. Sie trat in dem Kinderfilm Rette sich, wer kann! (1961) auf und wurde 1965 mit ihrer Rolle in einem Film Elem Klimows populär. 1977 spielte sie die Königin in dem Märchenfilm Die Prinzessin auf der Erbse. Erfolgreich war auch ihre Darstellung der Ljudmila Kalugina in Eldar Rjasanows Liebe im Büro (1977). Zu den Höhepunkten ihrer Filmkarriere zählen die Frau des Titelhelden in Andrei Tarkowskis Stalker (1979) und die Rolle der Anna Wyrubowa in Klimows Agonia (1981).
1971 bekam sie die Auszeichnung „Volkskünstler der RSFSR“ und 1981 den Titel „Volkskünstler der UdSSR“.

## Filmografie (Auswahl)
- 1961: Rette sich, wer kann! (Polossaty reis)
- 1969: Ljubit… Lieben… (Ljubit)
- 1977: Die Prinzessin auf der Erbse (Prinzessa na goroschine)
- 1977: Liebe im Büro (Sluschebny roman)
- 1979: Stalker (Stalker)
- 1979: Eine altmodische Komödie (Staromodnaja komedija)
- 1981: Agonia (Agonija)
- 1984: Eine bittere Romanze (Schestoki romans)